# Rapid JC in het seizoen 1957/58
Het seizoen 1957/1958 was het vierde jaar in het bestaan van de Kerkraadse betaaldvoetbalclub Rapid JC. De club kwam uit in de Eredivisie en eindigde daarin op de 12e plaats. Tevens deed de club mee aan het toernooi om de KNVB Beker, hierin werd in de tweede ronde verloren van Sittardia (1–2).

## Wedstrijdstatistieken

### Eredivisie
|       | ADO   | Ajax  | Amsterdam | Blauw-Wit | BVV   | DOS   | Elinkwijk | Sportclub Enschede | Feijenoord | Fortuna '54 | GVAV  | MVV   | NAC   | NOAD  | PSV   | Sparta | VVV   |
| ----- | ----- | ----- | --------- | --------- | ----- | ----- | --------- | ------------------ | ---------- | ----------- | ----- | ----- | ----- | ----- | ----- | ------ | ----- |
| Thuis | 0 – 4 | 2 – 1 | 1 – 2     | 3 – 1     | 4 – 1 | 1 – 0 | 2 – 1     | 3 – 4              | 3 – 2      | 2 – 3       | 1 – 0 | 2 – 2 | 1 – 2 | 3 – 1 | 3 – 1 | 1 – 1  | 2 – 1 |
| Uit   | 2 – 1 | 1 – 1 | 2 – 3     | 1 – 0     | 2 – 2 | 3 – 2 | 2 – 1     | 4 – 0              | 5 – 1      | 3 – 0       | 2 – 3 | 1 – 1 | 0 – 3 | 2 – 0 | 4 – 2 | 2 – 1  | 4 – 1 |

### KNVB beker
| 1e ronde                                    | Rapid JC                                                  | 6 – 0 (4 – 0) | Venray                             |
| 29 december 1957 Plaats: Kerkrade Kaalheide | Hub Lenz Mat Loo –', –' Hub Bisschops –', –' Huub Janssen |               |                                    |
| 2e ronde                                    | Rapid JC                                                  | 1 – 2 (1 – 2) | Sittardia                          |
| 15 februari 1958 Plaats: Kerkrade Kaalheide | Hub Bisschops 25'                                         |               | 30' Gerard Gruisen 40' Harie Ehlen |

## Statistieken Rapid JC 1957/1958

### Eindstand Rapid JC in de Nederlandse Eredivisie 1957 / 1958
| Stand | Gespeeld | Gewonnen | Gelijk | Verloren | Punten | Doelpunten voor | Doelpunten tegen |
| ----- | -------- | -------- | ------ | -------- | ------ | --------------- | ---------------- |
| 12e   | 34       | 13       | 5      | 16       | 31     | 56              | 67               |

### Topscorers
| #      | Naam            | Goal |
| ------ | --------------- | ---- |
| 1.     | Noud van Melis  | 14   |
| 2.     | Hubert Hanneman | 11   |
| 3.     | Hub Bisschops   | 6    |
| 3.     | Hennie Hollink  | 6    |
| 5.     | Jan Gösgens     | 5    |
| 5.     | Giel Haenen     | 5    |
| 7.     | Huub Janssen    | 3    |
| 8.     | Mat Loo         | 2    |
| 9.     | Hub Lenz        | 1    |
| 9.     | Hein Schaffrath | 1    |
| 9.     | Wiel Smeets     | 1    |
| 9.     | Frans Stalman   | 1    |
| Totaal | Totaal          | 56   |

| #      | Naam          | Goal |
| ------ | ------------- | ---- |
| 1.     | Hub Bisschops | 3    |
| 2.     | Mat Loo       | 2    |
| 3.     | Huub Janssen  | 1    |
| 3.     | Hub Lenz      | 1    |
| Totaal | Totaal        | 7    |

## Voetnoten
ADO ·
Ajax ·
Amsterdam ·
Blauw-Wit ·
BVV ·
DOS ·
Elinkwijk ·
Sportclub Enschede ·
Feijenoord ·
Fortuna '54 ·
GVAV ·
MVV ·
NAC ·
NOAD ·
PSV ·
Rapid JC ·
Sparta ·
VVV